# 210 Isabella
210 Isabella eller 1953 EZ1 är en asteroid i huvudbältet som upptäcktes den 12 november 1879 av den österrikiske astronomen Johann Palisa. Upphovet till dess namn är inte närmare känt.
Isabellas senaste periheliepassage skedde den 26 februari 2019.[Uppdatering behövs] Dess rotationstid har beräknats till 6,67 timmar. Asteroiden är enligt vissa mätningar drygt 70 kilometer i diameter och efter andra drygt 85 kilometer.
Isabella tillhör Nemesis-familjen av asteroider, som fått sitt namn av prototypen 128 Nemesis.